# Diazotipia

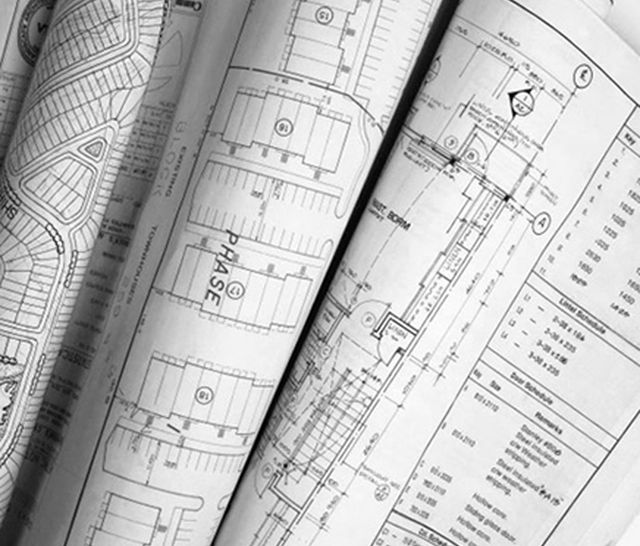
Copias de planos Whiteprint.

La diazotipia (en inglés Whiteprint) es una técnica utilizada para la reproducción de documentos mediante un proceso químico que utiliza componentes diazo. También se conoce como el proceso de «blue-line» ya que el resultado son líneas azules sobre un fondo blanco. Es un proceso de impresión por contacto que reproduce con exactitud el original en tamaño, pero no puede reproducir los tonos o colores continuos.
Una impresión «blue-line» no es permanente y se desvanece si se expone a la luz durante semanas o meses, pero una copia de un plano que dura solo unos pocos meses es suficiente para muchos propósitos.

## Historia
La sensibilidad a la luz de ciertos productos químicos utilizados ya era conocida en la década de 1890 y varios procesos de impresión relacionados fueron patentados en ese momento. El proceso de diazotipia sustituyó al proceso cianotipia para la reproducción de dibujos de anteproyectos de arquitectura e ingeniería, porque la técnica  era más simple y hacía uso de menos productos químicos tóxicos.
El plano resultante del proceso de copia en el habla ingenieros, arquitectos y dibujantes tenía tradicionalmente el nombre Blueprint, derivado del color del fondo de la técnica de cianotipia, la versión anterior del proceso de copias de planos. Cuando la diazotipia a base de compuestos de diazo cambió el color de fondo al blanco, en los entornos técnicos, se mantuvo por tradición, el nombre Blueprint, aunque en los países de habla inglesa, el nombre se intentó cambiar de  Blueprint  a  Whiteprint .

## Operación
Se introduce el original conjuntamente con el papel sensibilizado dentro de unos rodillos que los arrastran exponiéndolos paso a paso a una fuente de luz ultravioleta, normalmente de una lámpara de luz negra,  de forma similar a la acción manual de exponer ambos papeles fuertemente unidos directamente a la luz solar.
El papel una vez expuesto se sumerge en una solución de revelador hecha a base de amoniaco (o vapor de amoniaco) que deja en las partes del papel no expuestas a la luz un característico color violado oscuro.

## Características
Un tenue olor a amoniaco y el tono tenuemente morado del papel son las características principales de una copia heliográfica. Las líneas oscuras en el original quedan como trazos de un color violeta oscuro y los espacios en blanco de un color violado. La parte posterior de los planos es de un color crema en el que se van degradando los dobleces quedan de otro color.
El papel usado en diazotipia está sensibilizado a la luz ultravioleta